# 睦橋 (多摩川)
睦橋（むつみばし）は、東京都福生市 - あきる野市の多摩川に架かる東京都道7号杉並あきる野線（睦橋通り）の橋長415 m（メートル）の桁橋。

## 概要
- 主径間1連形式 - 鋼連続鈑桁橋
- 橋長 - 415 m
  - 主径間1連支間割 - 4×50.1 m
- 有効幅員 - 18.0 m
- 床版 - 鉄筋コンクリート
- 総鋼重 - 1655 t
- 施工 - 川田工業・宮地鐵工所[注釈 1]

## 歴史
睦橋は福生市と秋川市を結ぶ3つ目の橋として東京都により1978年（昭和53年）に着手され、4年の年月と総工費16億2400万円を費やして1982年（昭和57年）4月8日に開通した。これにより多摩橋・永田橋の混雑が緩和されたほか、八王子や中央高速道路へのアクセスが向上した。
かつてこの付近には渡船があり、明治維新後架橋されていたが、1902年（明治35年）8月6日に洪水により橋梁の過半が流失し、仮橋を架設したものの9月6日に再び流失した。翌1903年（明治36年）3月に改めて仮橋架設を出願し、工費657円93銭を要して橋長80間、幅員8尺の板橋が完成していた。